# Аїша бінт аль-Хусейн
Принцеса Аїша бінт аль-Хусейн (араб. الأميرة عائشة بنت الحسين) (народилася 23 квітня 1968) є сестрою короля Йорданії Абдалли II і сестрою-близнюком принцеси Зейн. Її батьки — король Хусейн і принцеса Муна.

## Освіта
Айша народилася 23 квітня 1968 року в палестинському госпіталі в Аммані. До восьми років вона навчалася в Йорданії в американській громадській школі (весь або майже весь час навчалася в тому ж класі, що й її сестра Зейн). Вона переїхала до США, щоб продовжити освіту протягом десяти років. Вона відвідувала школу Потомак (Маклін, штат Вірджинія) у Макліні, штат Вірджинія, до 8-го класу. У 1986 році вона закінчила школу Dana Hall School у Веллеслі, штат Массачусетс. Потім вона відвідувала Королівську військову академію в Сандгерсті у Сполученому Королівстві, завершивши курс підготовки офіцерів у 1987 році. Потім вона здобула ступінь бакалавра з сучасної історії та політики Близького Сходу в Пембрук-коледжі, Оксфорд. У червні 2010 року вона здобула ступінь магістра зі стратегічних досліджень безпеки в Коледжі з питань міжнародної безпеки (CISA) при Національному університеті оборони, Вашингтон, округ Колумбія, США.

## Професійне життя
Згідно з її офіційною біографією, Хусейн є генерал-майором йорданських військових і стала першою жінкою на Близькому Сході, яка отримала парашутистські крила після виконання п'яти військових стрибків із парашутом.
У квітні 1987 року вона успішно закінчила курс підготовки офіцерів у Королівській військовій академії, Сандгерст, Сполучене Королівство, після того, як прибула як перша жінка з Близького Сходу, яка відвідала академію. Після закінчення Сандгерста принцеса служила в спецназі Йорданії і пройшла кілька додаткових курсів стрибків із парашутом.
Із 1996 року вона брала участь у кількох конференціях Консультативного комітету з питань жінок Міністерства оборони. Вона є учасником Середземноморського діалогу НАТО та є йорданським експертом у Міжнародній дослідницькій групі НАТО з людського фактору та медицини 140, яка вивчає психологічні, організаційні та культурні аспекти тероризму з усіх військових і цивільних питань.
Вона успішно закінчила численні військові курси, включно з безпекою та захистом Королівської гвардії Йорданії, старшим курсом управління міжнародною обороною у Школі післядипломної освіти ВМС США в Інституті управління оборонними ресурсами в Монтереї, Каліфорнія. Вона також закінчила курс дайвінгу у відкритій воді в Scuba Schools International у Нью-Джерсі. Вона часто подорожує за кордон, щоб ще більше поглибити свої знання про військові питання, зокрема про роль жінок у війську.
Зараз вона призначена аташе з питань оборони в посольстві Йорданії у Сполучених Штатах.

## Приватне життя
У 1990 році Аїша вийшла заміж за Зейда Саадедіна Джуму в Аммані. Пізніше пара розлучилася. Вона проживає у Сполучених Штатах Америки і має сина Ауна Джуму, який народився 27 травня 1992 року, і дочку Муну Джуму, яка народилася 18 липня 1996 року. Очікується, що Аун Джума навчатиметься в Королівській військовій академії в Сандгерсті.
27 січня 2016 року принцеса Аїша вийшла заміж за Ашрафа Банайоті, якого раніше звали Едвард Банайоті, а до цього Ернест Андерсон. Едвард Банайоті взяв мусульманське ім'я Ашраф Банайоті, коли прийняв іслам. За даними Королівського хашимітського суду, принцеса Аїша та Ашраф Банайоті розлучилися в Йорданії в липні 2016 року.

## Відзнаки

### Національні
- Йорданія
  - Лицар Великого Кордону Вищого Ордену Відродження, особливого ступеня
  - Лицар Великого Кордону Ордену Зірки Йорданії
  - Лицар Великого Кордону Ордену Незалежності Йорданії
  - Кавалер Великого Кордону Ордена Військових Заслуг

### Іноземні
- Бруней: великий лицарський хрест із коміром Орден «За заслуги».
- Італія: Кавалер Великого хреста Ордену «За заслуги перед Італійською Республікою».